# Fort Valley
Fort Valley is een plaats (city) in de Amerikaanse staat Georgia, en valt bestuurlijk gezien onder Peach County.

## Demografie
Bij de volkstelling in 2000 werd het aantal inwoners vastgesteld op 8005.
In 2006 is het aantal inwoners door het United States Census Bureau geschat op 8142, een stijging van 137 (1,7%).

## Geografie
Volgens het United States Census Bureau beslaat de plaats een oppervlakte van
13,6 km², geheel bestaande uit land.

## Plaatsen in de nabije omgeving
De onderstaande figuur toont nabijgelegen plaatsen in een straal van 24 km rond Fort Valley.